# Construcción del World Trade Center

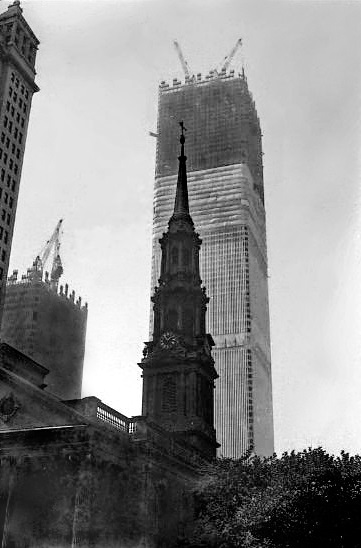
Construcción de la torre norte y torre sur el 1 de mayo de 1970.

La construcción del World Trade Center fue concebida como un proyecto de renovación urbana, encabezado por David Rockefeller, para revitalizar la zona del Bajo Manhattan. El proyecto fue desarrollado por la Autoridad Portuaria de Nueva York y Nueva Jersey, que contrató al arquitecto Minoru Yamasaki, a quien  se le ocurrió la idea de las Torres Gemelas. Tras extensas negociaciones, los gobiernos de Nueva Jersey y de Nueva York, los cuales supervisaban a la Autoridad Portuaria, acordaron apoyar el proyecto del World Trade Center ubicado en Radio Row, en el lado bajo-occidental de Manhattan. Para que el acuerdo fuera aceptable para Nueva Jersey, la Autoridad Portuaria accedió a tomar el control del ferrocarril Hudson & Manhattan en bancarrota (renombrado como Autoridad Portuaria Trans-Hudson), que llevaba pasajeros de Nueva Jersey al Bajo Manhattan.
Las torres fueron diseñadas como estructuras de tubo enmarcado, que proporcionarían a los inquilinos planos de planta abierta, sin interrupciones de columnas o paredes. Esto fue posible gracias al uso de numerosas columnas perimetrales muy próximas entre sí para que proveyeran gran parte de la fuerza de la estructura, junto con la carga gravitatoria compartida con las columnas centrales. El sistema de ascensores, que utilizaba vestíbulos y un sistema de ascensores expresos y locales, permitió que un espacio importante fuera liberado para ser usado como espacio de oficinas al hacer más pequeño el núcleo estructural. El diseño y la construcción de las Torres Gemelas del World Trade Center incluyó muchas técnicas innovadoras, tales como el muro pantalla para cavar los cimientos y experimentos con túneles de viento. La construcción de la Torre Norte del World Trade Center comenzó en agosto de 1968 y la Torre Sur en 1969. El amplio uso de componentes prefabricados contribuyó a acelerar el proceso de construcción. Los primeros inquilinos ocuparon la Torre Norte en diciembre de 1970 y la Torre Sur en enero de 1972. Otros cuatro edificios de menor altura fueron construidos como parte del World Trade Center en los años 1970 y un séptimo edificio fue construido a mediados de la década de 1980.

## Planeamiento
En 1942, Austin J. Tobin asumió el cargo de director ejecutivo de la  Autoridad Portuaria de Nueva York y Nueva Jersey, en donde comenzó una carrera de 30 años durante los cuales supervisó el planeamiento y desarrollo del World Trade Center. La idea de establecer un "centro de comercio mundial" fue concebida durante el período posterior a la Segunda Guerra Mundial, cuando los Estados Unidos prosperaban económicamente y el comercio internacional estaba en aumento. En 1946, la legislatura del Estado de Nueva York aprobó una ley sobre el establecimiento de un "centro de comercio mundial". La World Trade Corporation fue fundada y el gobernador de Nueva York Thomas E. Dewey nombró una junta para desarrollar los planes del proyecto. El arquitecto John Eberson y su hijo Drew idearon un plan que incluía 21 edificios en un área de diez cuadras, a un costo estimado de $150 millones de dólares. En 1949, la World Trade Corporation fue disuelta por la legislatura del Estado de Nueva York y los planes para un "centro de comercio mundial" quedaron en suspenso.